# شیرینی شکری
شیرینی شکری یا بیسکویت شکری نوعی شیرینی‌های سنتی ایرانی است که به شکل بیسکویت تهیه می‌شود. در این نوع شیرینی آرد، کره، شکر و تخم مرغ به کار می‌رود و روی آن با دانه‌های درشت شکر پوشانده می‌شود. این شیرینی در کرمانشاه تهیه می‌شود.